# Lachenalia isopetala
Lachenalia isopetala är en sparrisväxtart som beskrevs av Nikolaus Joseph von Jacquin. Lachenalia isopetala ingår i släktet Lachenalia och familjen sparrisväxter. Inga underarter finns listade i Catalogue of Life.